# Pont Wilson (Tours)
Pour les articles homonymes, voir Wilson, Pont Wilson et Pont de pierre.

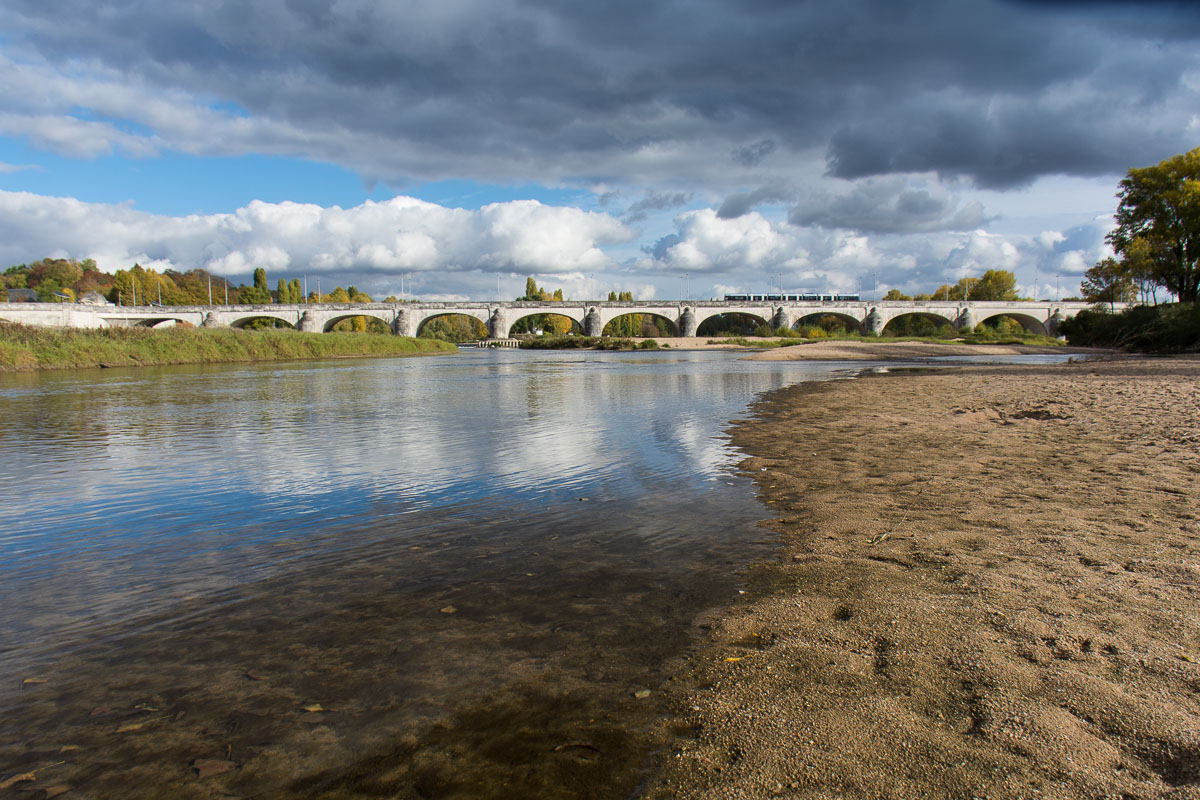
Pont Wilson à Tours, vu de la Loire.

Le Pont Wilson, construit entre 1765 et 1778, est le plus vieux pont de Tours. Composé de 15 arches, il est long de 434 mètres et enjambe la Loire. Les Tourangeaux le surnomment Pont de pierre. Il débouche au sud de la place Choiseul au bas de l'avenue de la Tranchée et au nord de la place Anatole-France devant la rue Nationale.
Le pont est inscrit monument historique. Il a remplacé le vétuste pont d'Eudes du XIe siècle plus à l'est, dont il a permis la désaffectation puis le remplacement plus tard par la passerelle Saint-Symphorien.

## Situation et accès
Le pont Wilson est un pont qui traverse la Loire à Tours. Il relie, au nord, l'avenue de la Tranchée en passant par la place Choiseul, et la rue Nationale en passant par la place Anatole France, au sud. C'est un élément constitutif de l'axe nord-sud qui commence en haut de l'avenue de la Tranchée et se termine au pied du pont de l'Alouette, coupant Tours en deux, traversant la place Jean-Jaurès, l'avenue de Grammont et le Cher via le pont du Sanitas.
Axe constitutif de la route nationale 10 (déclassée en 2005), il a vu sa circulation réduite lors de la mise en service du tramway en 2013 puis est devenu uniquement ouvert aux piétons et cyclistes à l'été 2020.
Le pont de pierre est un ouvrage d'art symbolique de la ville de Tours. C'est un point de repère apprécié des Tourangeaux.
Le quai sud est un lieu de vie, de tourisme et de rencontre. La guinguette de Tours qui se trouve au pied du pont est un lieu festif de mai à octobre. Les quais offrent une belle vue du pont et de la Loire.

## Dimensions
Le pont Wilson mesure 434 mètres de long et 21,30 de large, en comptant l'avant-bec et l'après-bec. Il est composé de quinze arches de 24,30 mètres de long et de 8,12 mètres de flèche. Le pont contient quatorze piles que l'ingénieur des ponts-et-chaussées Jean-Rodolphe Perronet jugeait, dès la construction, trop larges et causant trop de tourbillons.

## Origine du nom
Il porte le nom de Woodrow Wilson (1856-1924) 28e président des États-Unis, acteur important de la Première Guerre mondiale, en tant qu'allié de la France. Le pont est donc baptisé en 1918 du nom de ce président. 
Fin 1917, les troupes américaines entrent dans Tours et, dès l'automne 1918, elles investissent un camp militaire aérien dans Tours-Nord utilisé pour toute leur logistique. Une base qui deviendra l'une des plus grandes en France à cette époque-là. Les Américains la quitteront à l'automne 1919. D'après Jean-Luc Porhel, le général John Pershing (le commandant en chef du corps expéditionnaire américain) ira même jusqu'à déclarer, dans ses mémoires, que « les États-Unis avaient deux capitales : la capitale politique qu'était Washington et la capitale économique et matérielle qu'était Tours. ». John Pershing a choisi Tours car, lors d'un voyage avec sa famille, il avait pu constater les infrastructures ferroviaires et l'importance des ateliers de chemins de fer du Paris-Orléans. Et, lorsqu'il arrive en 1917, il sait que c'est un réseau ferroviaire très dense qui va lui permettre un acheminement rapide des troupes et du matériel vers le front.

## Historique

### Construction
Dès le XVIIe siècle, le pont d'Eudes qui avait déjà 600 ans, mal conçu et mal réparé à la suite de multiples incidents, montre d'inquiétants signes de faiblesse. Il doit même être étayé pour la visite à Tours du roi Louis XIII, en 1626. L'idée d'un nouveau pont fait alors son chemin.

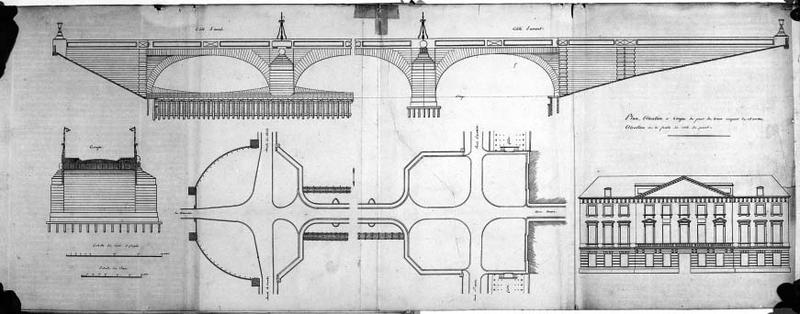
Vieux-Tours, rue royale, pont royale, archives collection palustre, année 1810, C.N.M.H.

Les grands travaux d'urbanisme du XVIIIe siècle créent dans la ville une grande méridienne nord-sud. En 1750, le pont sur le Cher et la levée qui deviendra ensuite l'Avenue de Grammont en sont déjà réalisés. En 1758, l'inspecteur général des ponts et chaussées Mathieu Bayeux dessine un projet de pont accepté par le maire et les échevins de la ville. La première pierre, à la culée nord, est posée le 25 octobre 1765. Les travaux font disparaître l'île Saint-Jacques sur la Loire, pour rehausser le niveau de la rive sud ; pour cela 900 familles de lavandières et de pêcheurs doivent être expulsées de l'île à coup de baïonnettes. Ces travaux de terrassement font qu'encore aujourd'hui, le porche de l'église Saint-Julien est sensiblement plus bas que le niveau des rues Colbert et Nationale. Pour construire le pont, on a fait venir des moellons de La Membrolle-sur-Choisille et des pierres de taille de Bléré et d'Athée-sur-Cher.
La construction est achevée en 1778, sous la direction de Jean-Baptiste de Voglie, remplaçant Bayeux retraité depuis 1774 et décédé en 1777. Il est à l'époque baptisé « pont Royal ».

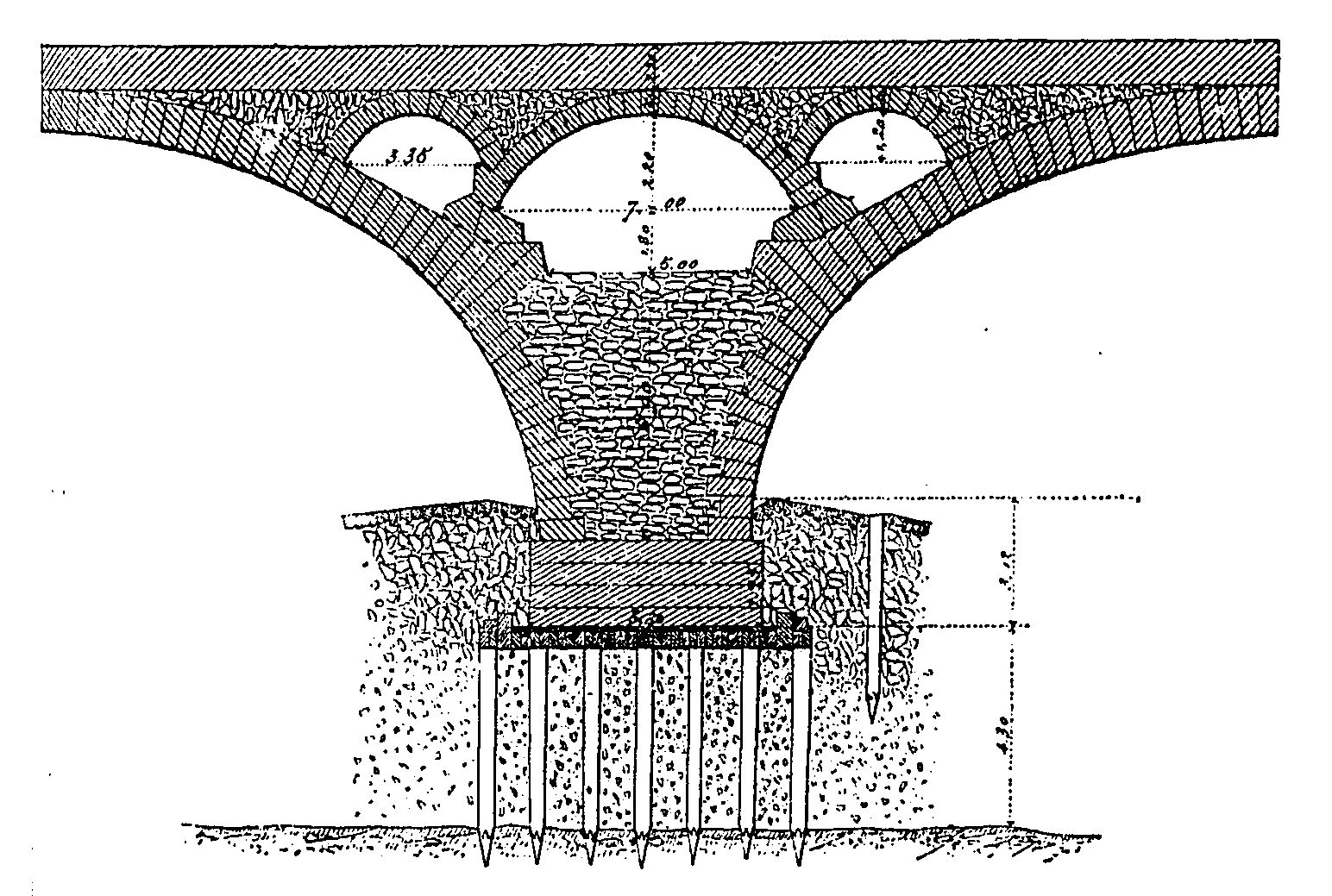
Coupe d'une pile montrant les élégissements (Ernest Degrand, Ponts en maçonnerie, tome II - 1888).

### L'octroi
Le pont Wilson est la porte d'entrée de la ville de Tours depuis le nord de la Loire. Au XVIIIe siècle, les quatre pavillons de l'octroi situés place Choiseul, permettaient de contrôler les accès à la ville et d'imposer une taxe, l'octroi, lors de l'entrée en ville. 

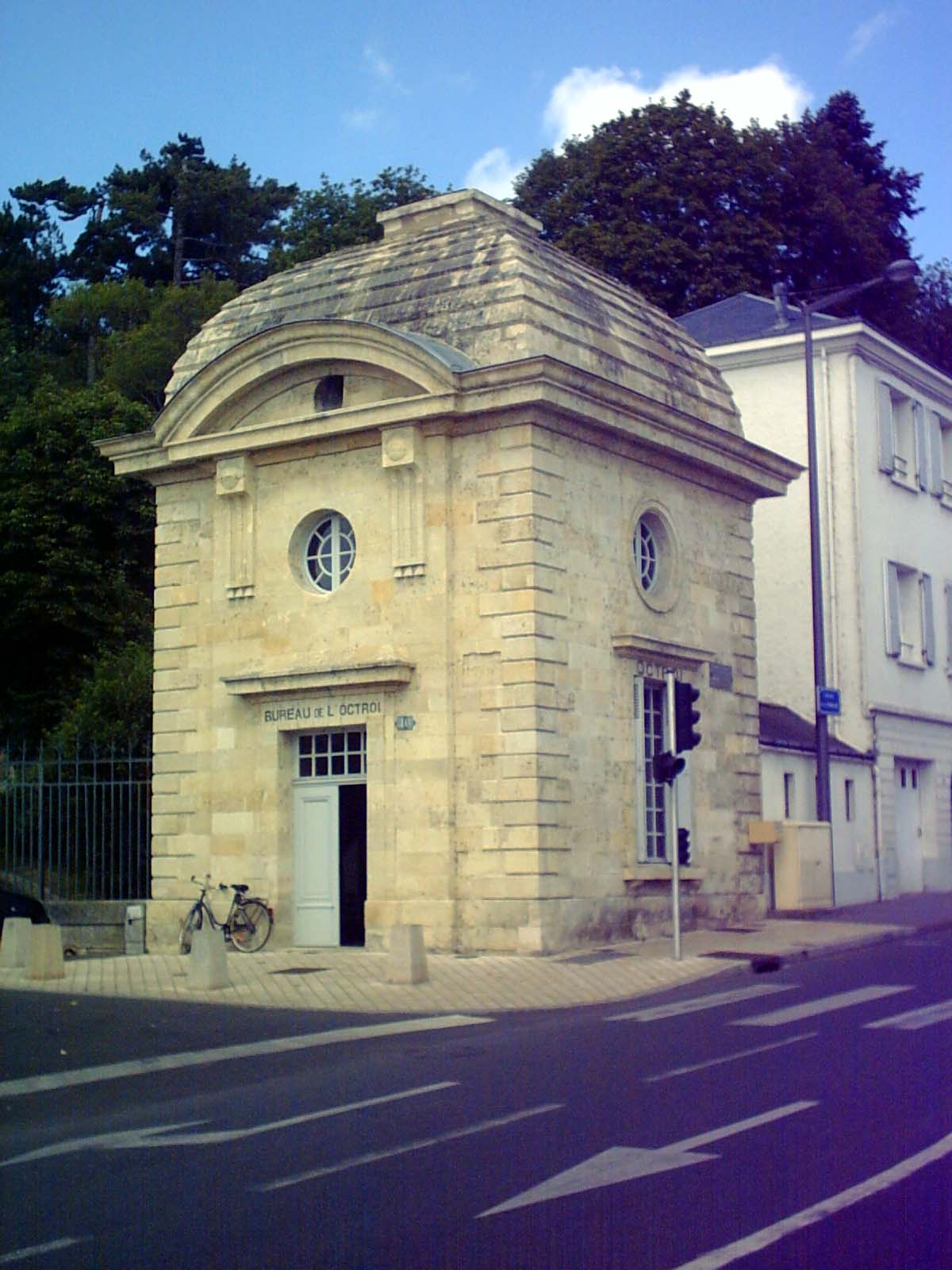
Un des quatre pavillons d'octroi place Choiseul au nord du pont.

### L'ancien tramway
L'ancien tramway de Tours, inauguré en 1877, passait par le pont Wilson et reliait Tours et Vouvray. Le premier tramway est hippomobile. Il y a eu plusieurs évolutions du tramway : tram à vapeur, tram à air comprimé, tram électrique (1905). 

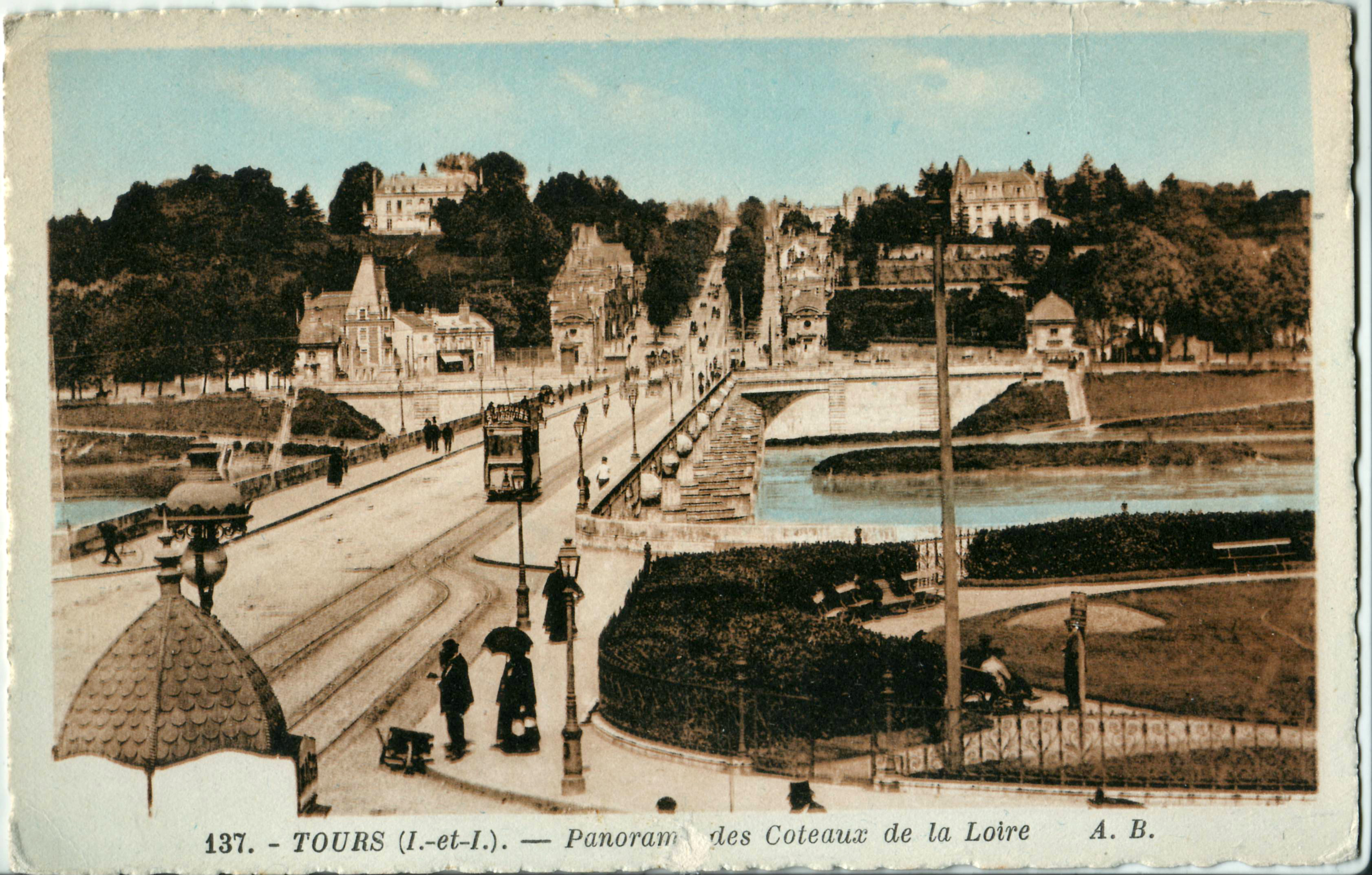
Le pont servait au passage de l'ancien tramway de Tours, dans les années 1900.

À la suite de la Seconde Guerre mondiale, le pont Wilson est endommagé et les lignes aussi. C'est en septembre 1949 que le tram cesse de circuler. Les voies ferrées sont déposées dans la foulée.

### Les deux guerres mondiales
Le pont est baptisé Wilson en 1918, du nom de Woodrow Wilson, président des États-Unis de 1913 à 1921, pour la participation de son pays à la Première Guerre mondiale, durant laquelle Tours fut une importante base américaine.
Le pont est inscrit monument historique en 1926.
Le 18 juin 1940, l'armée française en débâcle détruit une arche côté sud. Les conduites d'eau sont rompues et, le lendemain, l'incendie provoqué en centre-ville de Tours par des tirs d'artillerie allemands ne peut être éteint, provoquant d'importantes destructions. Ensuite, le 22 août 1944, la Wehrmacht, à son tour en débâcle, détruit trois arches côté nord. Ces arches, rapidement remplacées par un pont provisoire, sont ensuite reconstruites.

### Aujourd'hui
Les deux voies centrales (sur les quatre) sont par la suite réservées aux bus en site propre.
La première ligne du tramway, inaugurée le 31 août 2013, l'emprunte. À cette date, la circulation des voitures ne se fait dès lors que dans le sens nord-sud. Le sens sud-nord est aménagé en zone mixte piéton-vélos. À partir du 13 août 2020, sous l’impulsion du nouveau maire EELV Emmanuel Denis qui souhaite créer une piste cyclable jusqu’à la gare de Tours, le pont est interdit aux voitures lesquelles doivent désormais emprunter le pont Napoléon ou le pont Mirabeau pour rejoindre le centre-ville depuis le nord. Ainsi, le pont Wilson est réservé aux piétons (sur la partie est) et aux cyclistes (sur la partie ouest, reprenant la voie anciennement dévolue au trafic nord-sud) ainsi qu’à la ligne de tramway. À l'été 2023, la partie piétonne est dotée de mobilier urbain
Le site du pont, en amont et en aval, du pont de fil au pont Napoléon, fait partie d'un site classé au titre de la loi du 2 mai 1930 pour 66 hectares, par l'arrêté du 15 mai 1950.

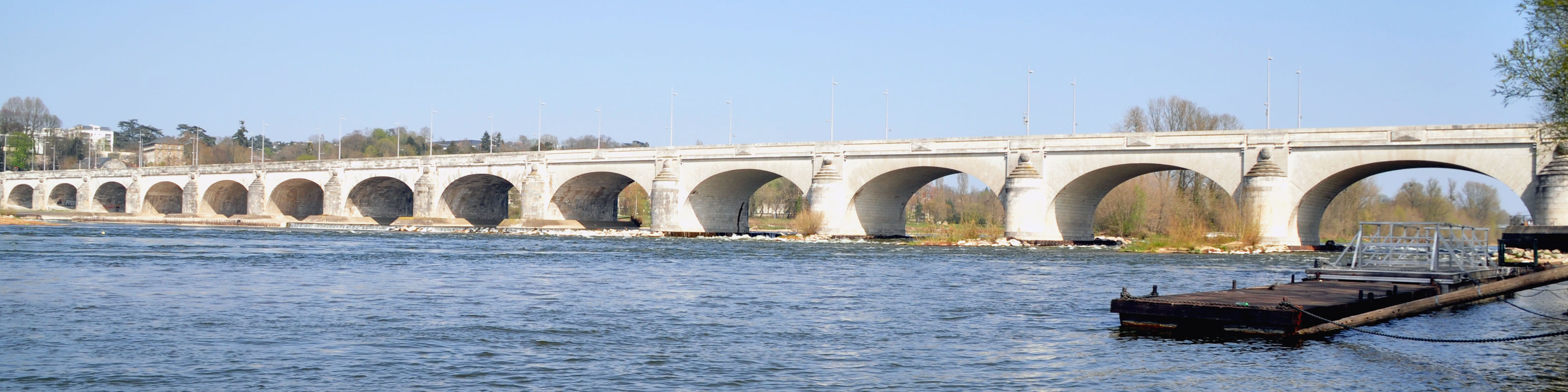
13 des 15 arches du pont Wilson en 2012, depuis le quai sud de la Loire.
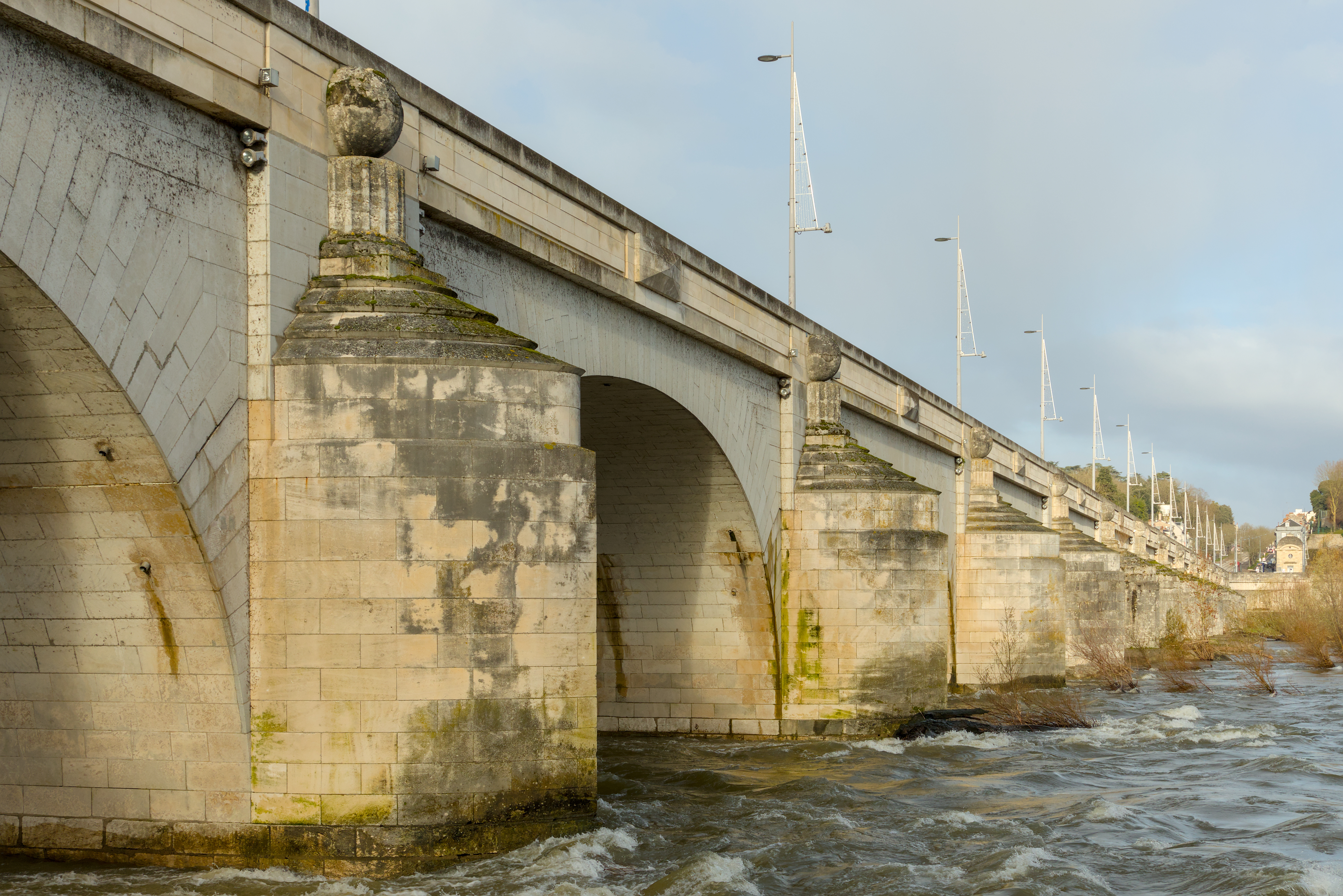
Le pont vu du sud-est en 2025.
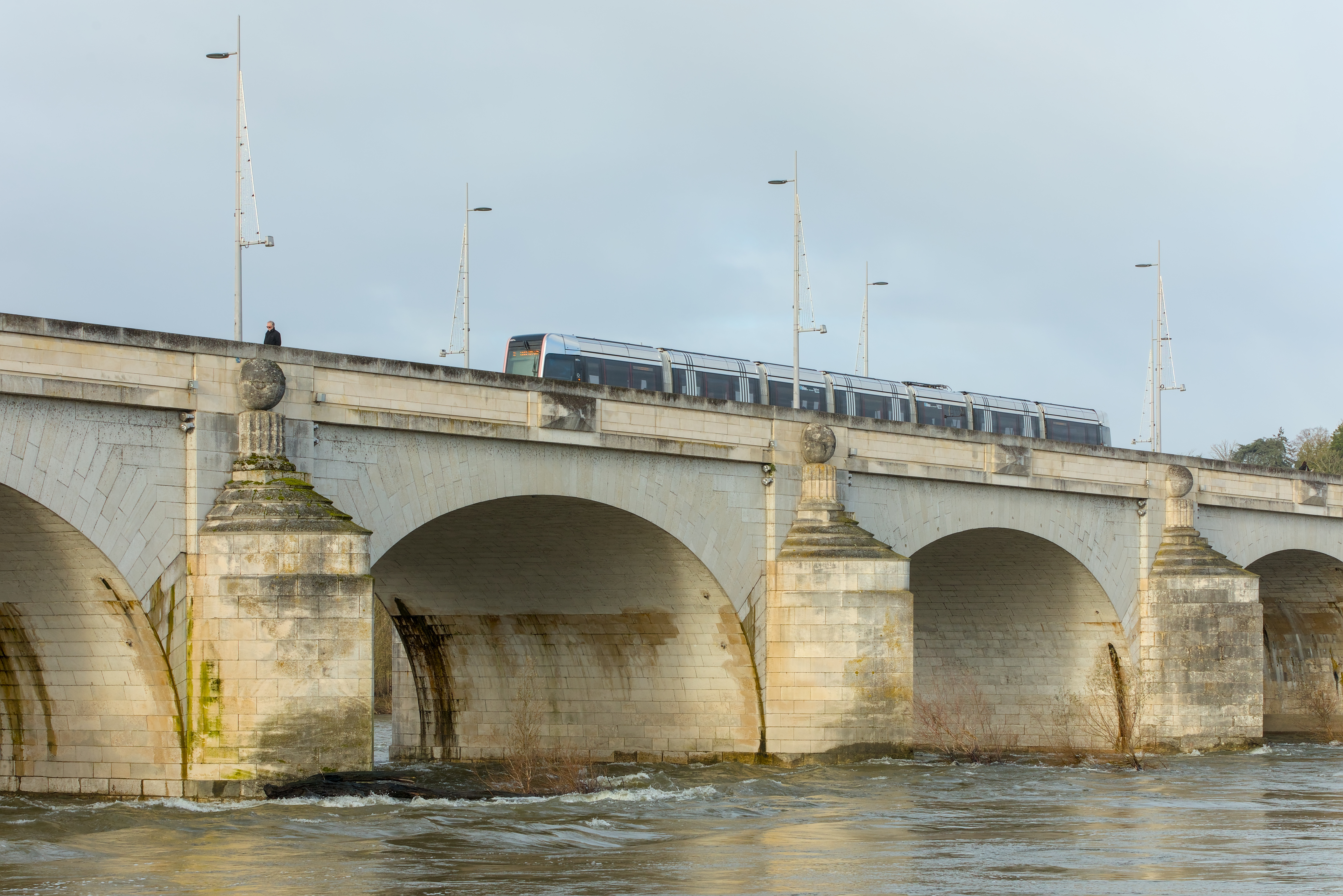
Un tramway sur le pont en 2025.
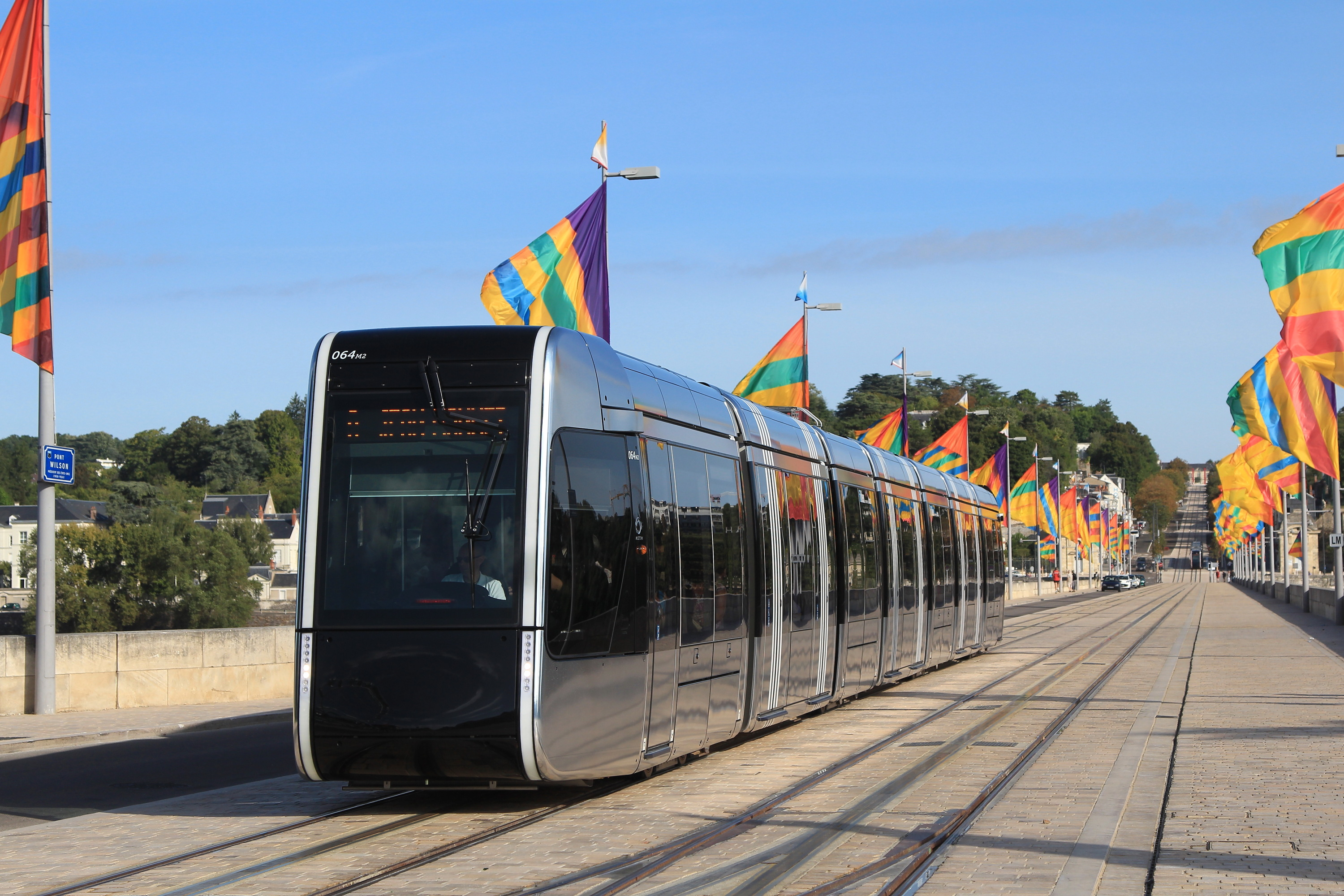
Citadis no 64 sur le Pont Wilson, en septembre 2013.

## Incidents
Divers accidents endommagent le pont, dès sa construction, du XVIIIe siècle au début du XIXe siècle. En 1789, quatre arches s'effondrent du côté nord, obligeant à réutiliser les bacs, la démolition du pont d'Eudes ayant commencé cinq ans plus tôt. La reconstruction de ces arches dure jusqu'en 1810, avec un radier qui relie les piles pour stabiliser l'ensemble. Divers travaux ont lieu par intermittence jusqu'en 1840. Cela fait dire à Godeau d'Entraigues, préfet d'Indre-et-Loire dans les années 1830, répondant au ministre de l'Intérieur qui lui demandait ce qu'il pensait du pont qui venait de subir une nouvelle vague de travaux : « Monsieur le ministre, je pense qu'il ira très loin. Il se pourrait même bien qu'il descende jusqu'à Nantes ! ». Après 1840, le pont vit un siècle sans incidents.

Chronologie des effondrements du pont.
parties d'origine
28/08/1777
28/08/1777 et 22/06/1944
25/01/1789
18/06/1940 et 03/05/1978
22/06/1944
09/04/1978
10/04/1978
03/05/1978

### L'effondrement de 1978
Quatre arches côté sud s'effondrent successivement les 9 et 10 avril 1978, puis la culée sud le 3 mai suivant. En tout, cinq piles et six arches s'effondrent, soit un tiers du pont.
Le 9 avril 1978, seule une voiture, une Peugeot 404, se trouve sur le pont à 9 h 27 quand celui-ci commence à s'effondrer. Le conducteur a le réflexe d'accélérer, ce qui lui permet de remonter la pente que le tablier forme devant lui et de parvenir sur la rive sain et sauf, alors que derrière lui, une première arche s'affaisse dans la Loire en crue. L'après-midi même, à 16 h 2, trois arches s'effondrent complètement sous l'œil des photographes et cadreurs. Deux autres arches suivent le lendemain, puis la première arche, la culée sud, le 3 mai. Au total plus de 30 % du pont en pierre est détruit.
Une importante canalisation se trouvant dans le tablier du pont, 110 000 personnes sont privées d'eau courante à Tours. Pour desservir les habitants, des camions citernes sont déployés. Sur la passerelle Saint-Symphorien, fermée au public, une canalisation provisoire sur la Loire est installée jour et nuit malgré le grand froid. Des connexions sont établies avec les réseaux de plusieurs communes de banlieue.
Le téléphone et l'électricité sont coupés : on procède à des installations provisoires sur la passerelle Saint-Symphorien, en plus d'un relais hertzien de téléphone rue Nationale. Le téléphone vers la moitié nord de la France n'est coupé que quelques heures, mais il faudra attendre huit jours pour que les communications vers le nord de l'Indre-et-Loire redeviennent normales.
L'effondrement du pont pose aussi un problème de circulation, puisque la route nationale 10, à cette époque, passe sur l'édifice. La circulation est  déviée vers les autres ponts, le pont Napoléon et le pont Mirabeau, vite embouteillés, et vers le pont de l'autoroute A 10, dont le péage est suspendu, à la demande du maire de Tours, Jean Royer. Deux ponts Bailey provisoires, de 1 300 tonnes chacun, faisant partie des réserves de l'armée, sont installés de part et d'autre du pont Wilson, en juillet 1978 et en mars 1979 : ces ouvrages autorisent un trafic limité, l'un d'eux étant réservé aux transports en commun et aux urgences.
Mais la circulation est perturbée plus largement, car cet incident provoque une vague de vérifications des autres ponts sur la Loire : à Saumur, Blois, Amboise, Muides-sur-Loire, Beaugency, où le pont subit d'importants travaux après une inspection en septembre 1978). D'autres ponts sont fermés ou partiellement interdits pour réparation.
Le 16 juin 1978, un automobiliste orléanais distrait pénètre sur le pont, rive nord, contourne les éléments du pont Bailey en construction, et finit par chuter sur les gravats. Il s'en sort presque indemne.
En 1980, un 45 tours a été réalisé par l'AMAT (association des  musiciens et artistes de Touraine) concernant cet événement : face A La Complainte du pont de pierre création du groupe Cristal (chant Bernard Campan, guitares Jean-François Buron et Marc Rubert), face B Vieux pont d'amour création d'Elyane Mathiaud (accordéon : Gilles Lambert, guitare : Éric Lange-Berteaux, piano : Jean-Marie Ribis), direction musicale Pierre Uga, disque Barrière 111.111.

#### Les causes de l'effondrement
Plusieurs raisons expliquent l'effondrement du pont. En 1978, le directeur de la DDE, M. Maisse, expliquait l'effondrement par des affouillements sous-marins dans les sables, ainsi que par la déviation vers le sud du cours principal du fleuve. Quelque temps plus tard, la parole des scientifiques est révélée sur l'origine de ces affouillements : les extractions de granulats (sables) autorisées par l'Etat. Elles ont approfondi le lit de la rivière sur près de 3 mètres et enclenché le processus d'érosion régressive remontant vers l'amont sur des centaines de mètres, jusqu'à atteindre le secteur du pont Wilson. Les fondations et radiers, déjà abimés, n'ont pas résisté aux conséquences de l'érosion régressive.
Les radiers en bois ont subi les effets de la Loire trop basse. Le bois ne se conserve bien que s'il est constamment immergé. Or, lors de la sécheresse de 1976, les radiers ont été exposés à l'air libre, les fragilisant significativement. À noter que pour des raisons financières, des économies avaient été réalisées lors de la construction du pont, notamment sur les radiers et les fondations.
On peut aussi faire référence au sol sur lequel repose le pont : lors de sa construction, l'île Saint-Jacques a été enlevée, ce qui a pu nuire à la stabilité de l'ensemble.

#### La reconstruction
Deux semaines après l'effondrement, le maire, Jean Royer promet d'organiser un référendum sur la reconstruction du pont. Quatre projets sont présentés aux tourangeaux à partir du 25 novembre 1978. Le dépouillement des 6 322 votes a lieu le 26 décembre suivant.
| Projet | Coût prévisionnel (en francs de 1978) | Durée prévisionnelle | Nombre de voix au référendum de novembre et décembre 1978 |
| --- | ------------------------------------- | -------------------- | --------------------------------------------------------- |
| 1) Reconstruction totale du pont « à l'identique » : (habillage en pierre de taille, cœur en béton)                              | 60 millions                           | 24 mois              | 881                                                       |
| 2) Consolidation de la partie nord préservée et reconstruction « à l'identique » (comme dans le projet 1) de la partie effondrée | 35 millions                           | 18 mois              | 3 324                                                     |
| 3) Construction d'un pont en béton                                                                                               | 48 millions                           | 24 mois              | 1 873                                                     |
| 4) Construction d'un pont métallique                                                                                             | 48 millions                           | 24 mois              | 244                                                       |

C'est l'option « consolidation et reconstruction », la moins coûteuse, qui est choisie. C'est aussi le choix de l'État, seul décideur en réalité quant à cette reconstruction d'un ouvrage supportant une route nationale, ainsi que d'une commission nommée ad hoc : ce projet était le moins cher et celui qui permettait une reconstruction la plus rapide.
Les éboulis sont déblayés d'août 1978 à novembre 1978. Les dix arches restantes sont consolidées d'octobre 1979 à décembre 1980. La reconstruction des arches effondrées a lieu d'août 1980 à juillet 1982. Les réseaux et la chaussée sont refaits de juin 1982 à septembre 1982. Le pont subit un ravalement de juillet 1982 à septembre 1982.
Le nouveau pont est mis en service le 18 septembre 1982. Le coût de la reconstruction s'est élevé à 81 millions de francs, entièrement financé par l'État,.
À la suite de cet effondrement, des inspections sont menées sur les autres ponts ; les fondations du pont de Beaugency présentent un risque majeur et sont alors renforcées.